# Sama (llengua d'Angola)
El sama (o kissama o quissama) és una llengua bantu que parlen els sames a la zona de la costa al sud de la ciutat de Luanda, al sud de la província de Bengo i al nord de la de Kwanza-Sud. El seu codi ISO 639-3 és smd; el seu codi al glottolog és sama1300 i el seu codi Guthrie és H.22. Segons l'ethnologue el 2000 hi havia 24.200 sames i segons el joshuaproject n'hi ha 39.000.

## Família lingüística
El sama, segons l'ethnologue, és una llengua bantu central del grup H (H.21) que forma part del subgrup de les llengües kimbundus, juntament amb el kimbundu, el bolo i el songo. En el glottolog apareix com una de les llengües kimbundus, que són llengües bantus central-occidentals, juntament amb aquestres mateixes tres llengües.

## Sociolingüística, estatus i ús de la llengua
El sama és una llengua vigorosa (EGIDS 6a); tot i que no està estandarditzada, és parlada en la comunicació social per persones de totes les edats i té una situació sostenible. No existeix escriptura en llengua sama.